# Maquehue (arteria vial)

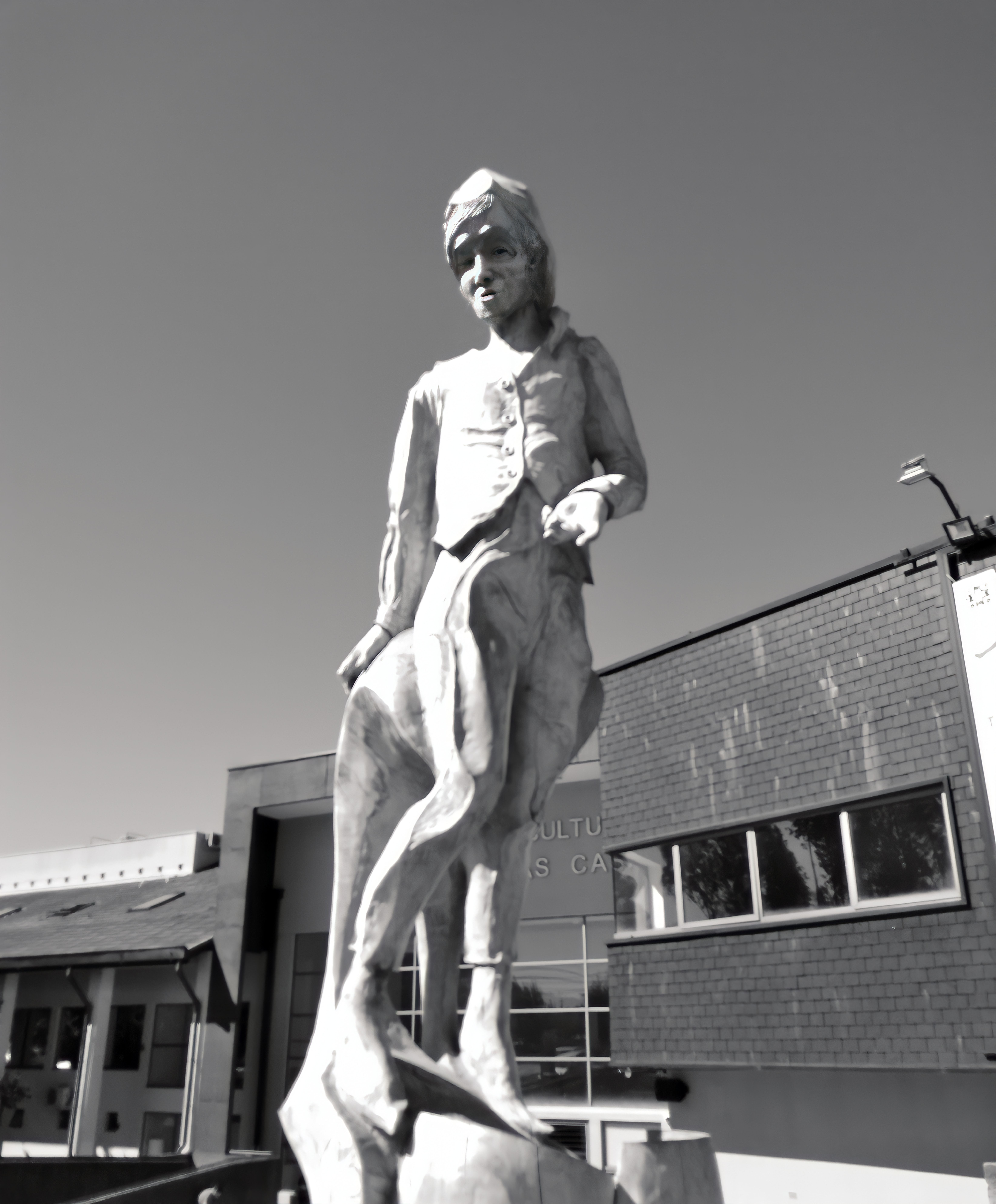
El guiño del Teatro, escultura de Jorge Fuentealba, ubicada en la avenida Maquehue, esquina de Pulmahue.

Maquehue es una arteria vial del Gran Temuco, Chile. Recorre, de norte a sur, parte importante del área urbana de la comuna de Padre Las Casas.
En abril de 2017, se iniciaron obras en la vía, entre las calles Los Araucanos y Corvalán, como parte del Mejoramiento de Interconexión Vial Temuco–Padre Las Casas. El flujo vehicular se desvió por la calle Tomás Guevara, que se convirtió en bidireccional. Los trabajos durarían tres meses pero recién el lunes, 19 de noviembre de 2018 quedó definido su sentido de tránsito de norte a sur entre las calles Villa Alegre y Las Peñas, lo que permite derivar parte del flujo vehicular de Maquehue hacia la avenida La Quebrada.

## Plan Cuadrante
La arteria se inicia en la avenida Costanera, a orillas del río Cautín, dentro del segundo cuadrante de seguridad establecido por las autoridades en Padre Las Casas para disminuir los delitos y aumentar la sensación de seguridad. Avanza como parte de dicho cuadrante hasta la calle Villa Alegre. Después, se transforma en el límite de los cuadrantes 1 y 2 entre Villa Alegre y la calle Corvalán. De allí hasta el final de la arteria en la Ruta 5, es el límite de los cuadrantes 1 y 3.

## Transporte público

### Autobuses urbanos
Las líneas de microbuses que circulan por calle Maquehue son:
- 3A: Boyeco-Pulmahue.
- 3B: Trabunco-Pulmahue.
- 3C: Chivilcán-Monberg.
- 8A: Vista Verde-Pulmahue.
- 8B: Vista Verde-Pulmahue.
- 8C: Quepe-Pulmahue.
- 10A: Santa Elena de Maipo-Campus San Juan Pablo II (Descontinuada)
- 10B: Santa Elena de Maipo-Padre Las Casas.
- 10C: Santa Elena de Maipo-Padre Las Casas.

### Taxis colectivos
Las líneas de taxis colectivos que circulan por esta vía son las siguientes:
- 13: Estación-Pulmahue.
- 13A: San Andrés-El Sauce.